# Bistabiles Anzeigeelement

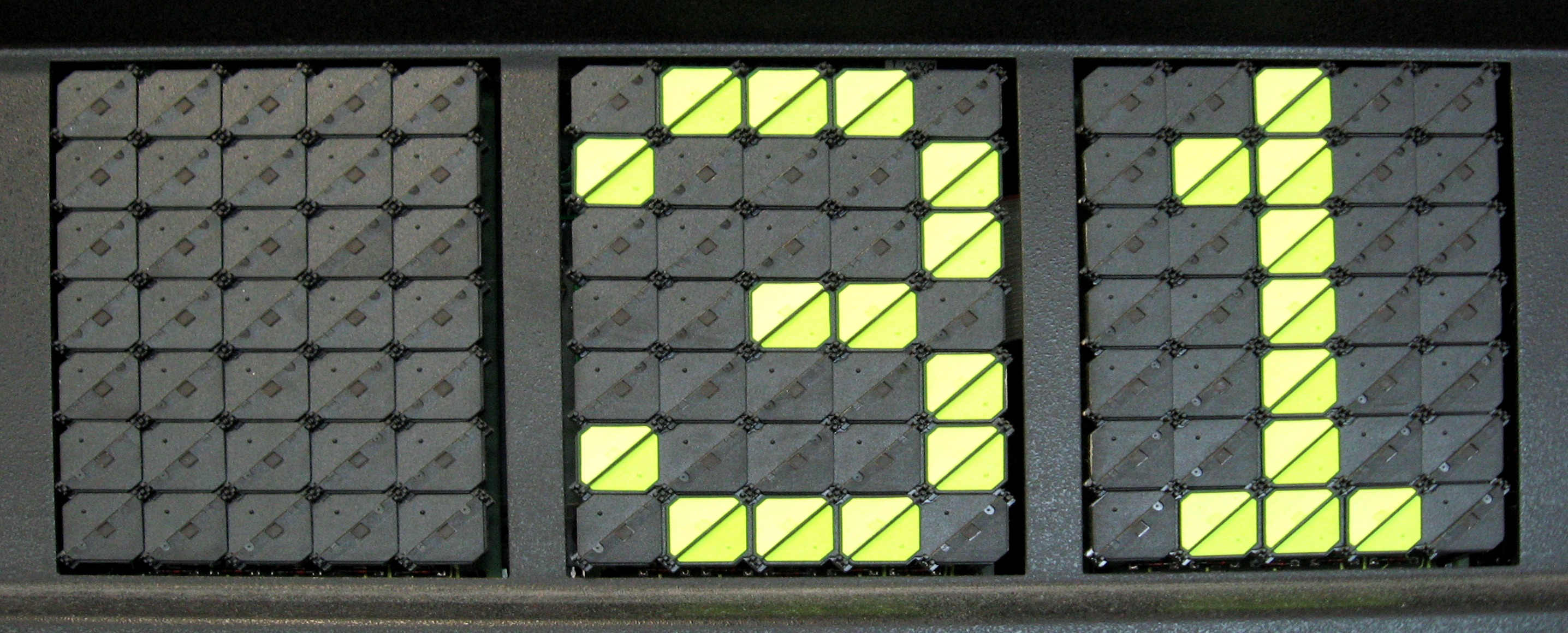
Flip-Dot-Display

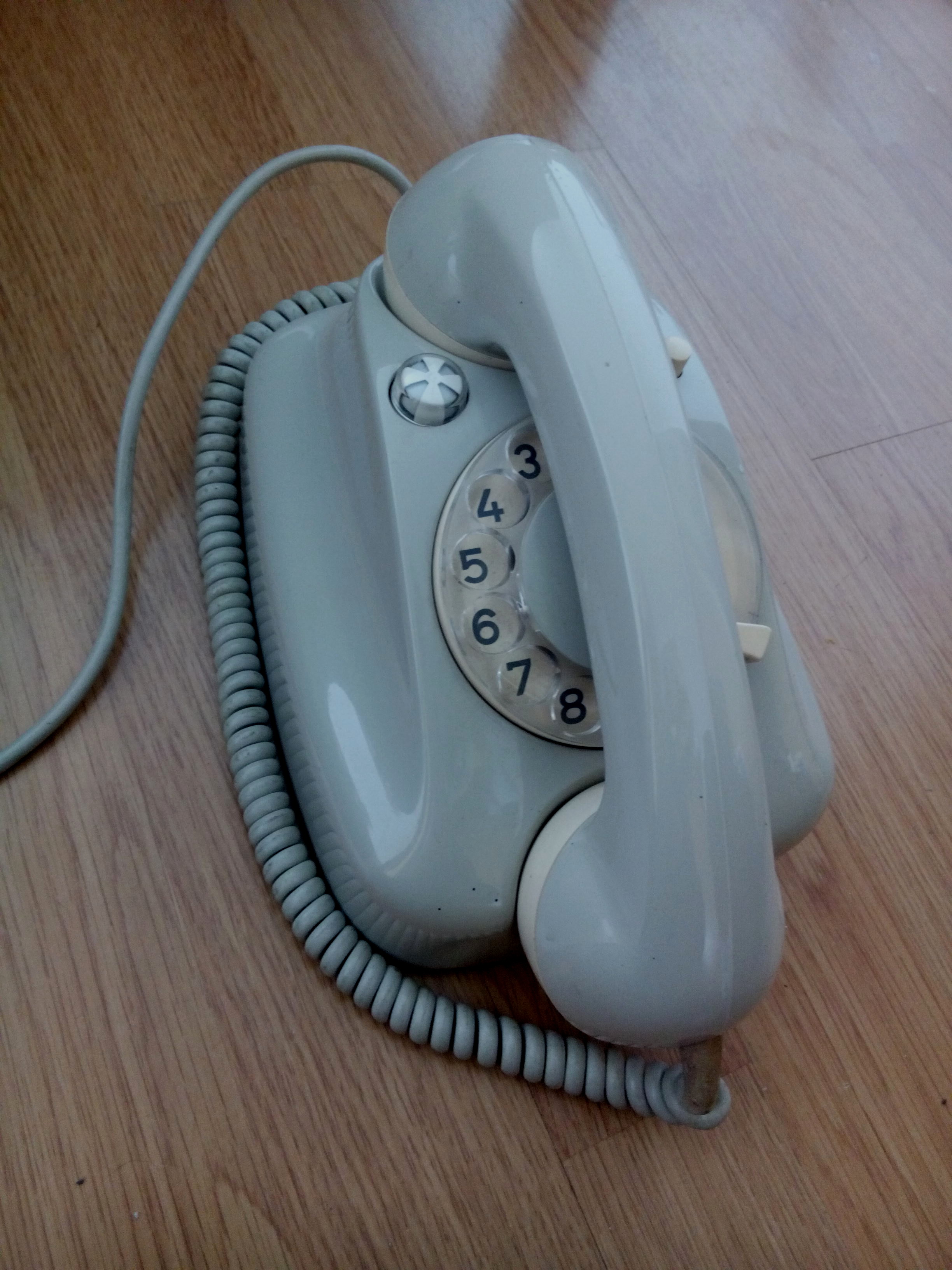
Siemens Fg tist 282 mit Schauzeichen (1955)

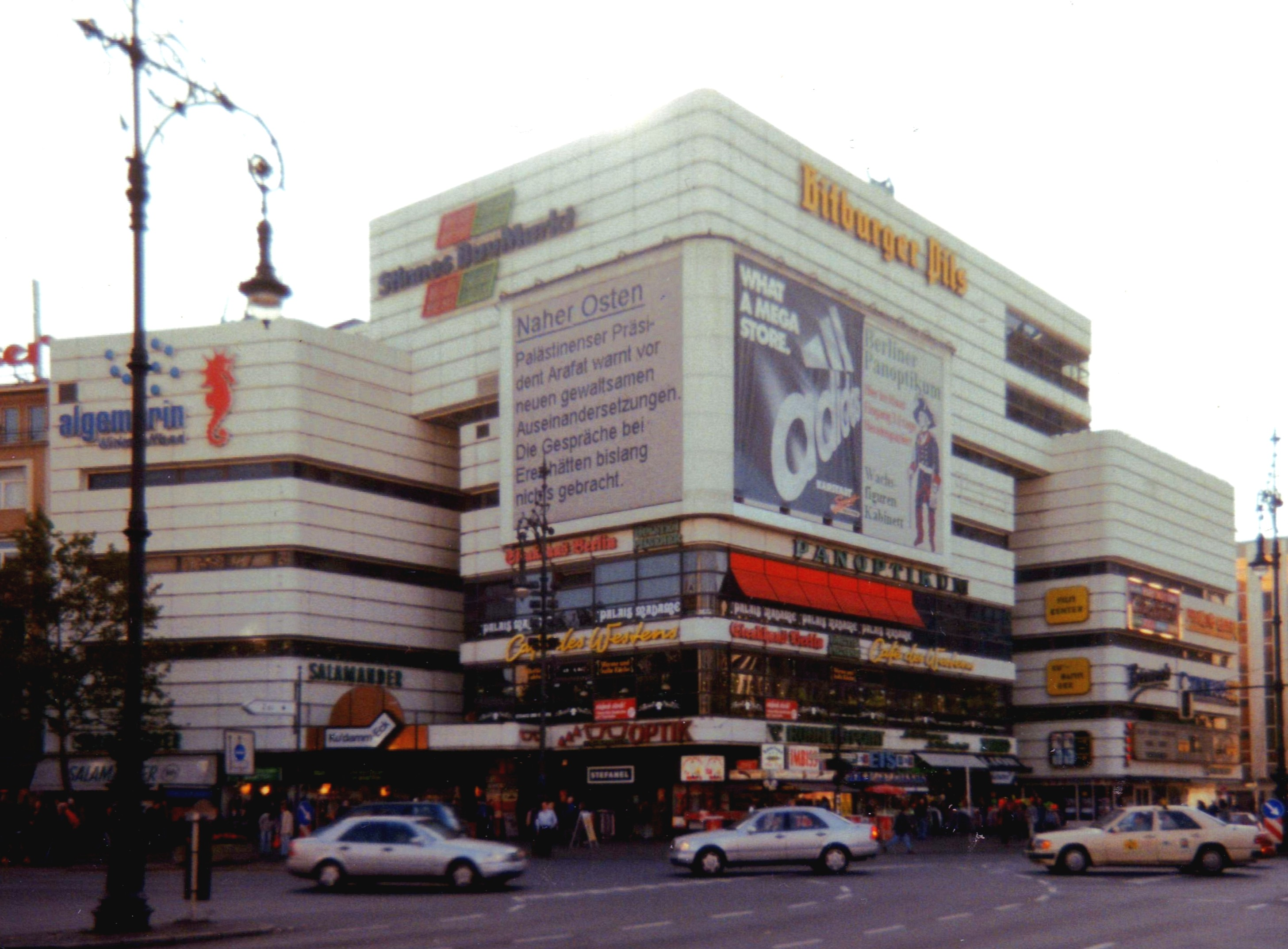
Avnet-Bildwand am Kudamm-Eck (1996)

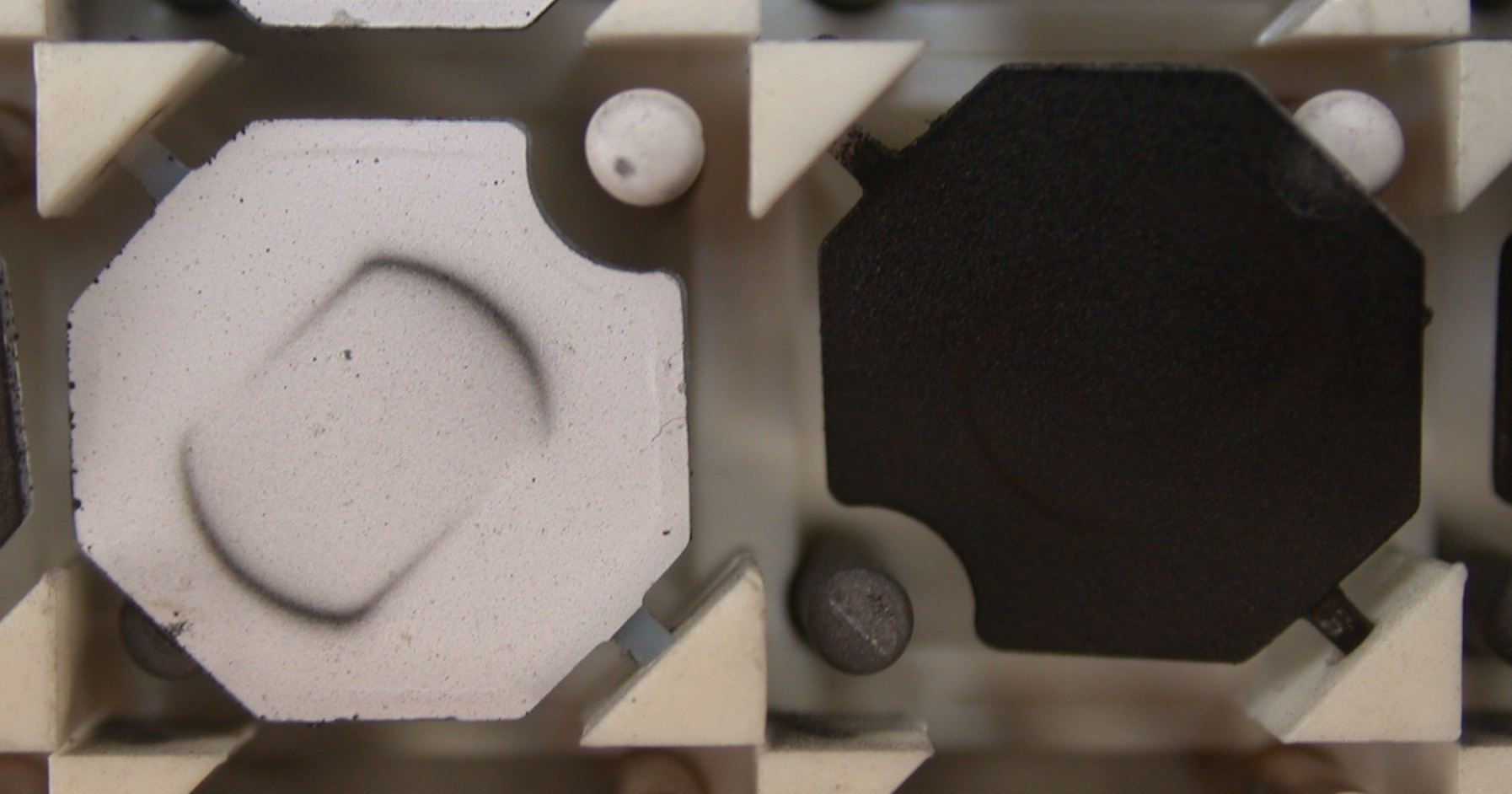
Bistabile Anzeigeelemente (Detail)

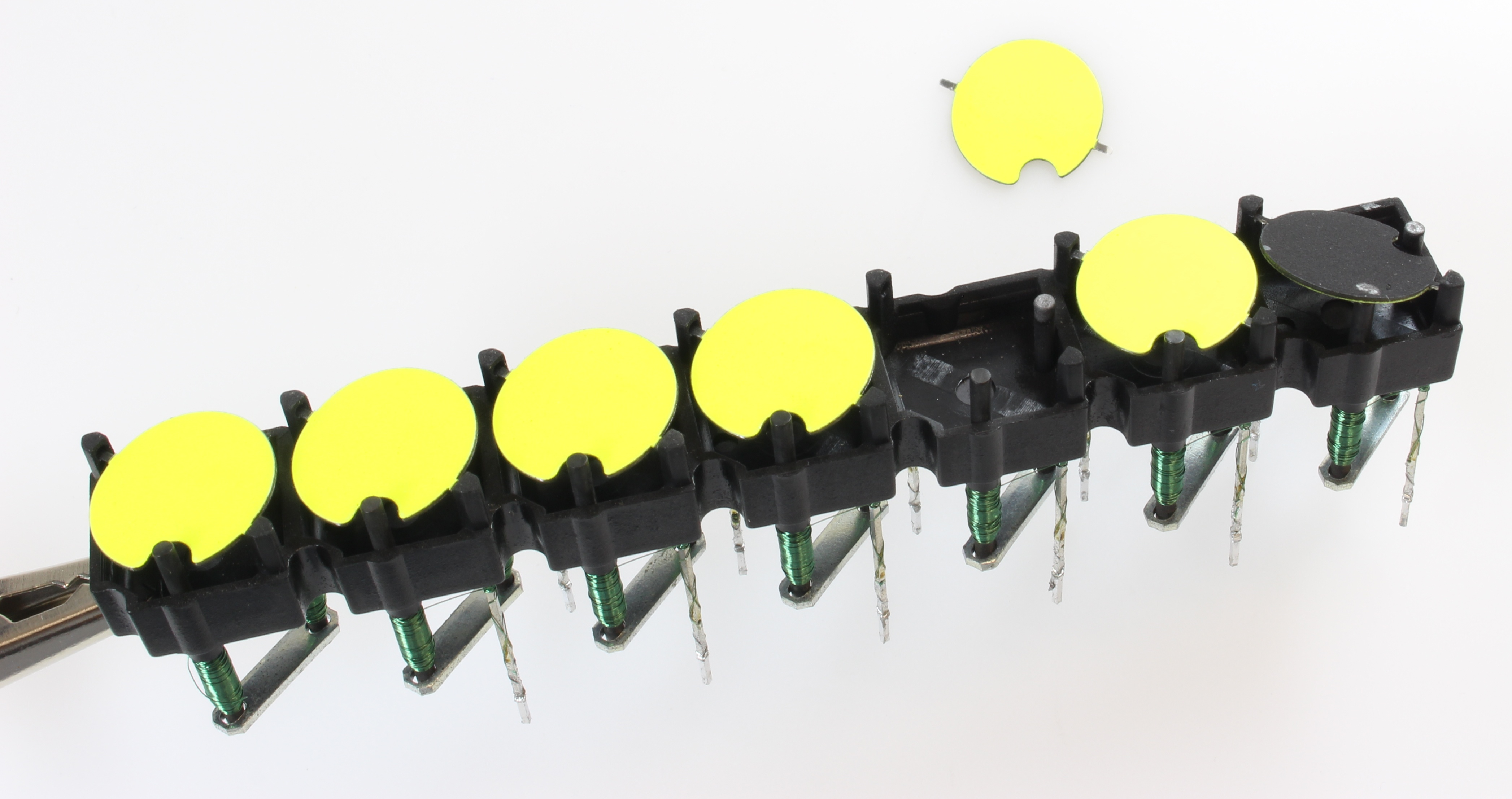
Statoren für die Elektromagnete an der Unterseite und Lager und Drehachse am ausgebauten Plättchen

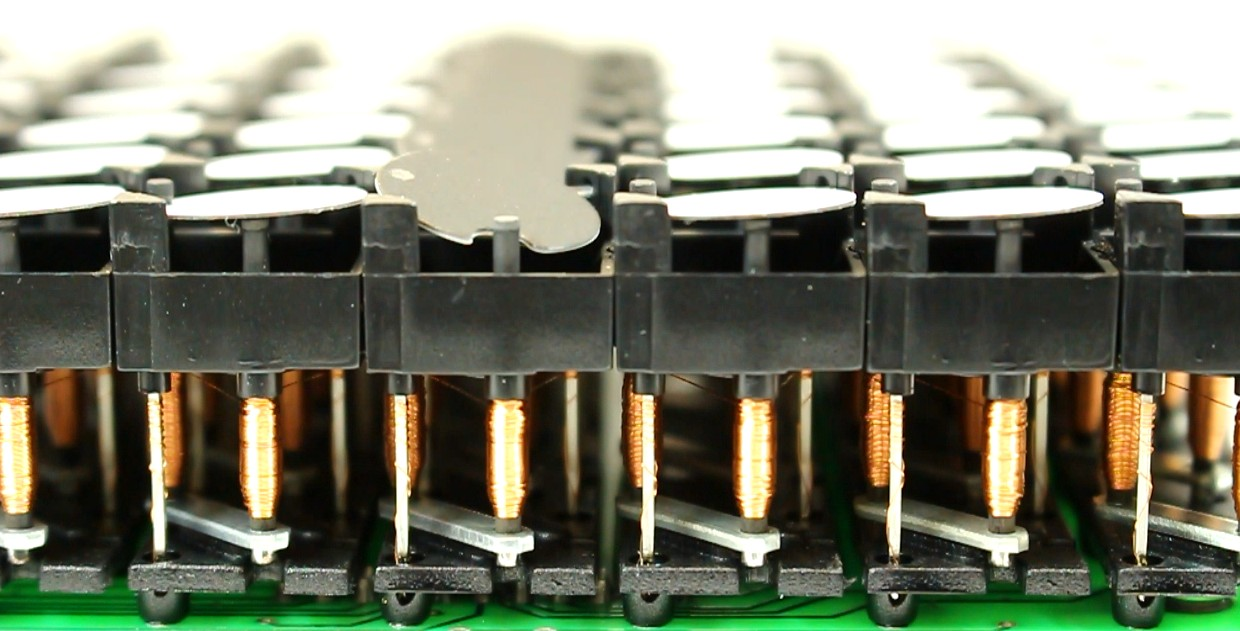
Flip-Dot-Anzeige von der Seite mit Blick auf die zwei Spulen

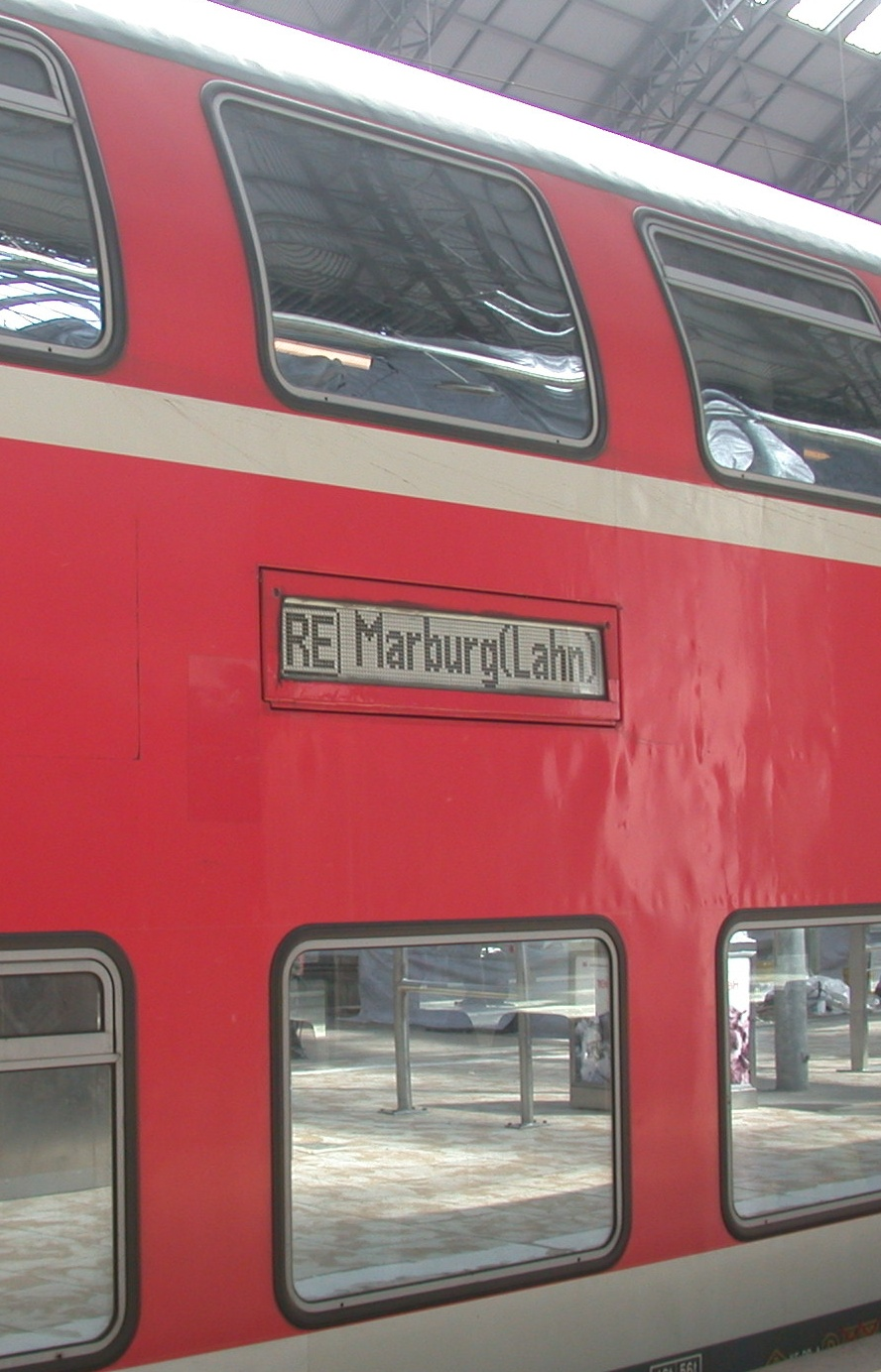
Beleuchtete Zugzielanzeige

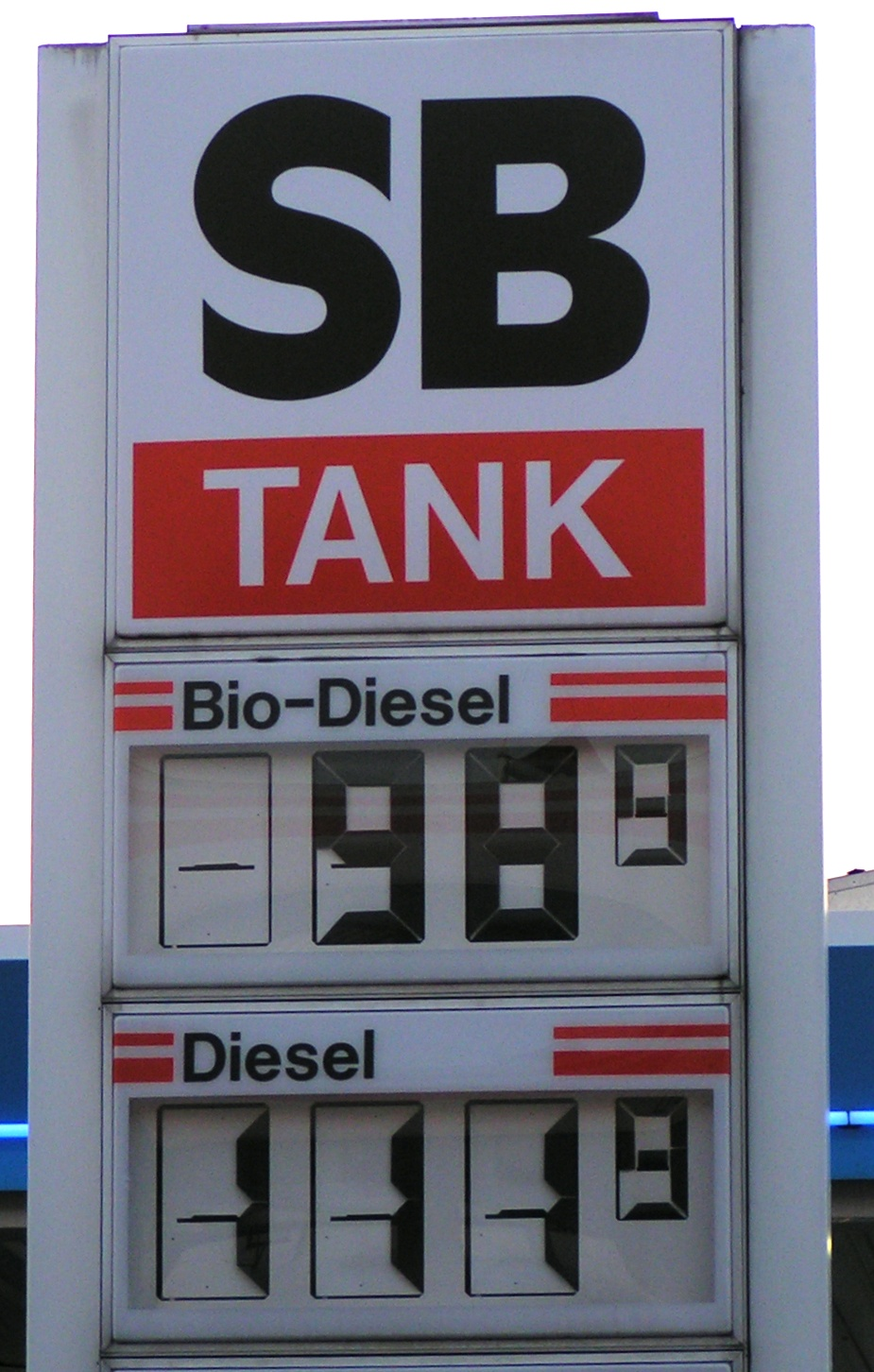
Segmentanzeige an einem Tankstellenpreismast (2007)

Ein bistabiles Anzeigeelement, auch Flip-Dot genannt, ist ein elektromagnetisch-mechanisches Bauteil, das über eine Kipp- oder Drehvorrichtung je nach Ansteuerung eine von zwei verschiedenfarbigen Seiten eines Magnetplättchens zeigt. Die Anzeigeelemente wurden meist zu Matrixanzeigen zusammengebaut und kamen in Anzeigetafeln u. a. in Omnibussen und Schienenfahrzeugen sowie in Bahnhöfen, Flughäfen und Wechselverkehrszeichen zum Einsatz.

## Geschichte
Bereits in der Frühzeit der Entwicklung des Fernsprechnetzes gegen Ende des 19. Jahrhunderts wurden elektromagnetische Schauzeichen in Klappenschränken und Nebenstellenapparaten eingebaut. Mit der anschließenden raschen Entwicklung der Schwachstromtechnik verbreitete sich der Einsatz als Melderelais in Schaltwarten von Industrieanlagen und Kraftwerken.
Um 1970 entwarf der Telekommunikationskonzern Telefonbau und Normalzeit das Modulsystem Annax, in dem einzelne Anzeigeelemente zu numerischen und alphanumerischen Anzeigeblöcken kombiniert wurden, die wiederum zu frei dimensionierten Blockmatrixgruppen zusammengestellt werden konnten, die etwa für Spielstandsanzeigen breiten Einsatz fanden. Laufende Verbesserungen im Bereich der Ansteuerung führten in den folgenden zwanzig Jahren bis hin zu vollmatrixfähigen Großanlagen, die an einigen Stadien und Wertpapierbörsen installiert wurden.
Eine singuläre Bauform stellte um 1995 schließlich die Avnet-Bildwand am Berliner Ku’damm-Eck dar, die farbfähig war, da sie als Anzeigeelemente computergesteuerte tristabile Würfel verwendete. Währenddessen entwickelten sich Anzeigetechnologien wie LED und LCD in den Metriken Preis, Leuchtkraft und Stabilität weiter. Die elektromagnetische Technik, die mit ihrer Vielzahl von bewegten Teilen vergleichsweise wartungsintensiv und in der Produktion teuer war, wurde seit den 1990er Jahren noch in Nischenmärkten wie Fahrtzielanzeigen öffentlicher Verkehrsmittel verwendet. Mittlerweile haben aber auch hier vollelektronische Lösungen Einzug gehalten.
In neuerer Zeit kamen einige Sonderanwendungen hinzu, die der kinetischen Kunst zugerechnet werden oder zum Bereich der Medienfassaden. Beispiel dafür ist die Cloud für British Airways am Flughafen London Heathrow (Troika), die Rundanzeige Orbital in der Autostadt von Volkswagen oder die interaktive Installation zur Einführung der Fernsehserie Perception am Herald Square, Manhattan, deren ausgereizte Bildwiederholfrequenz sogar die Anzeige von Bewegtbildern möglich machte. Für solche Einsätze im medienkünstlerischen Bereich werden seit 2007 von einem polnischen Unternehmen unter Verwendung einer gebrauchten Produktionslinie des kanadischen Herstellers F-P Electronics wieder Anzeigeelemente produziert. In Tschechien existiert noch ein Hersteller von Fahrtzielanzeigen.

## Aufbau und Funktionsweise
Üblicherweise befindet sich am sichtbaren Ende eines bistabilen Anzeigeelementes ein quadratisches Anzeigeplättchen, das einen Dauermagneten enthält und diagonal drehbar gelagert ist. Die beiden Seiten dieses Plättchens sind in Kontrastfarben lackiert. Hinter dem Anzeigeplättchen befindet sich ein Elektromagnet, der je nach Polung eine Kraft auf das Plastikplättchen ausübt und es so umdreht.
Um das Rückschwenken des Anzeigeplättchens nach dem Abschalten des Elektromagneten zu verhindern, existiert meist eine Einrastvorrichtung, die im einfachsten Fall aus einer nicht runden Drehachse besteht. Teilweise wird auch die Remanenz des Eisenkerns der Spule genutzt, um das Magnetfeld auf Dauer aufrechtzuhalten. Das Anzeigeplättchen besitzt somit zwei stabile Zustände, daher die Bezeichnung bistabil. Der Vorteil dieses Anzeigetyps ist, dass Energie nur zum Umdrehen der Plättchen benötigt wird. Bei gleichbleibender Anzeige muss keine Energie aufgewendet werden. Damit sind bistabile Anzeigen in solchen Einsatzgebieten von Vorteil, bei denen sich die Anzeige nur selten ändert. Während manche älteren Matrixanzeigen noch seitlich beleuchtet wurden, um bei schlechten Lichtverhältnissen ablesbar zu bleiben, sind neuere bistabile Anzeigeelemente oft mit eingebauter Leuchtdiode lieferbar, deren Energieverbrauch bei etwa 20 % einer rein aus LED aufgebauten Anzeige liegt.

## Weitere Bauformen
- Frühe Schauzeichen benutzten vorwiegend Zylinder, die um ihre Achse drehbar gelagert sind.
- Dem beschriebenen Funktionsprinzip folgen auch Sieben-Segment-Anzeigen, die für einige Zeit bei Tankstellen sowohl an den Preismasten als auch in den Zapfsäulen verwendet wurden.
- Auch klassische elektronische E-Paper-Anzeigen sind bistabil und behalten ihr Bild bei abgeschalteter Stromversorgung bei.
- Eine letzte Entwicklungsstufe des elektromagnetischen Typs stellte Telenorma 1983 mit dem Anzeigesystem Unex vor: hierbei befanden sich bewegliche Metallröllchen in nierenförmigen Ausstanzungen der Mittelschicht eines dreilagigen hinterleuchteten Moduls, das in verschiedenen Größen verfügbar und rastergrafikfähig war.
- Bistabile cholesterische Flüssigkristallanzeigen sind bistabile LC-Displays, die ihre Anzeige ohne zusätzliche Batterien oder Stützkondensatoren behalten. Energie wird bei diesem Displaytyp nur für das Ändern der Ausrichtung der Flüssigkristalle benötigt. Einmal in Position gebracht, behalten sie diese bis zur nächsten Umorientierung bei.